# Muharraq Club
Der Al-Muharraq Sports Club (arabisch نادي المحرق, DMG Nādī al-Muḥarraq) ist ein 1928 gegründeter bahrainischer Profifußballverein aus Muharraq. Aktuell, Stand Oktober 2024, spielt der Verein in der ersten Liga, der Bahraini Premier League.
Der Verein ist mit 35 Meistertiteln der Rekordmeister und mit 34 Pokalsiegen der Rekordpokalsieger seines Landes. Der Verein schaffte auch 17-mal das Double aus Meisterschaft und Pokal, zuletzt 2011. Die größten internationalen Erfolge der Mannschaft waren 2008 der Gewinn des AFC-Pokals und 2012 der Sieg in der GCC Champions League.

## Vereinserfolge

### National
- Bahraini Premier League

Meister (35):1957, 1958, 1960, 1961, 1962, 1963, 1964, 1965, 1966, 1967, 1970, 1971, 1973, 1974, 1976, 1980, 1983, 1984, 1986, 1988, 1991, 1992, 1995, 1999, 2001, 2002, 2004, 2006, 2007, 2008, 2009, 2011, 2015, 2018, 2024/25
- Bahraini King’s Cup

Pokalsieger (34):1952, 1953, 1954, 1955, 1958, 1959, 1961, 1962, 1963, 1964, 1966, 1967, 1972, 1974, 1975, 1978, 1979, 1983, 1984, 1989, 1990, 1992, 1995, 1996, 1997, 2002, 2005, 2008, 2009, 2011, 2012, 2013, 2016, 2019
- Bahraini FA Cup

Gewinner (3): 2005, 2009, 2020, 2021, 2022
- Bahraini Crown Prince Cup

Gewinner (5): 2001, 2006, 2007, 2008, 2009
- Bahraini Super Cup

Gewinner (3): 2006, 2013, 2018
- Bahraini Elite Cup

Gewinner (1): 2019

### Kontinental
- AFC Cup

Gewinner 2008, 2021
Finalist 2006
- GCC Champions League

Gewinner 2012
- Asienpokal der Pokalsieger

Finalist 1991

## Stadion
Der Verein trägt seine Heimspiele im 35.000 Zuschauer fassenden Nationalstadion Bahrain in Riffa aus.

## Trainer
- Mamdouh Khafaji (1970er)
- Khalifa Al-Zayani (1980er, 2005, 2006)
- Ralf Borges Ferreira (1989–1990, 2003–2004)
- David Ferreira-Duque (1991–1992)
- Ion Moldovan (1999)
- Ion Ion (1999–2000)
- Acácio Casimiro (2003)
- Stefano Impagliazzo (2004–2005)
- Carlos Alhinho (2005–2006)
- Fernando Dourado (2006)
- Salman Sharida (2007–2008, 2018)
- Julio Peixoto
- Dino Đurbuzović (2014–2015)
- Khaled Taj (2015)
- Isa Alsadoon (2016)
- Rodion Gačanin (2016)
- Robert Jaspert (2017)